# Коновалов, Юрий Анатольевич
Юрий Анатольевич Коновалов (23 сентября 1961, СССР) — советский и российский яхтсмен, участник Олимпийских игр 1988, 1992 и 1996, чемпион мира и Европы, заслуженный мастер спорта СССР, трёхкратный чемпион СССР по парусному спорту, тренер Сборной команды России по парусному спорту.

## Биография
Юрий начал заниматься парусным спортом с 1972 году, с 1980 года в молодёжной Сборной и далее в основной Сборной команде СССР по парусному спорту.
На чемпионате мира в олимпийском классе Торнадо в Таллине 1988 года стал чемпионом мира вместе со шкотовым Сергеем Кравцовым.
Трёхкратный чемпион СССР в классе «Торнадо», чемпион Европы в классе «Торнадо» 1989 года.
На Летних Олимпийских играх 1988, в Пусане, был седьмым в классе «Торнадо» вместе со шкотовым Сергеем Кравцовым.
На Летних Олимпийских играх 1992, в Барселоне, был девятым в классе «Торнадо» вместе со шкотовым Сергеем Кравцовым.
Серебряный призёр чемпионата Европы в классе «Торнадо» 1996 года вместе со шкотовым Сергеем Мясниковым. В том же году экипаж принял участие в летних Олимпийских играх, где занял 12-е место.
С 2010 года старший тренер в классе 49-й Сборной России.
Проживает в Тольятти.